# Kappenreiher
Der Kappenreiher (Pilherodius pileatus) ist eine Vogelart aus der Familie der Reiher.

## Merkmale
Der Kappenreiher erreicht eine Körperlänge von etwa 60 cm und eine Flügelspannweite von ungefähr einem Meter. Sein Gewicht beträgt 400 bis 450 Gramm.  Sein Gefieder ist fast vollkommen weiß gefärbt, nur auf dem Oberkopf befindet sich eine schwarze Kappe. Am Hinterkopf weist er lange weiße Schmuckfedern auf. Sein unbefiedertes Gesicht ist bläulich gefärbt und auch der lange, schlanke Schnabel ist am Ansatz bläulich, wird zur Spitze hin jedoch zunehmend hornfarben bis gelblich. Seine für einen Reiher eher kurzen Beine sind von grauer Farbe. Die Geschlechter ähneln sich äußerlich, jedoch werden Männchen etwas größer als Weibchen.

## Vorkommen

Verbreitungsgebiet

Seine Heimat sind die tropischen und subtropischen Regionen Amerikas. Er kommt hauptsächlich in Mittelamerika von Mexiko bis Panama, aber auch im nördlichen zentralen Südamerika vor. Dort wohnt er meist in Sumpfgebieten oder Mangroven mit ausgedehnten Flachwasserbereichen, aber auch entlang von Flussläufen oder flachen Seen mit angrenzenden Feuchtwiesen. Obwohl er meist am Süßwasser anzutreffen ist, werden durchaus auch Brackwasser-Biotope besiedelt. Bisweilen sind sie auch auf Reisfeldern anzutreffen.

## Verhalten
Kappenreiher sind überwiegend dämmerungsaktiv. Sie gehen meist in den Abend- und Morgenstunden in Flachwasser oder auf Feuchtwiesen auf die Jagd nach kleinen Fischen, Amphibien, Insekten, Würmern und Schnecken. Dabei sind sie meist einzelgängerisch unterwegs. Ihre Paarungszeit beginnt in den größten Teilen des Verbreitungsgebiets im März oder April, in südlichen Verbreitungsgebieten jedoch später. Während der Paarungszeit kommt es seitens des Männchens zu kunstvollen Balzflügen, bei denen es seine Flügel spreizt und seinen Hals in die Höhe reckt. Sie errichten ihre Nester aus Zweigen und Schilf in Bäumen in Wassernähe. Dort legt das Weibchen zwei bis drei Eier, die von beiden Elternteilen abwechselnd über einen Zeitraum von etwa 25 Tagen bebrütet werden. Während dieser Zeit sind die Männchen überaus territorial und verteidigen den Brutplatz gegenüber Artgenossen und Feinden. Die  Jungvögel werden von beiden Altvögeln etwa sieben Wochen lang mit Nahrung versorgt, ehe sie das Nest verlassen.

## Etymologie und Forschungsgeschichte
Die Erstbeschreibung des Kappenreihers erfolgte 1783 durch Pieter Boddaert unter dem wissenschaftlichen Namen Ardea pileata. Als Verbreitungsgebiet gab er Cayenne an. 1853 führte Ludwig Reichenbach die für die Wissenschaft neue Gattung Pilherodius für den Kappenreiher ein. Dieser Name ist ein Wortgebilde aus πιλος pilos, deutsch ‚Mütze, Hut‘ und ερωδιος erōdios, deutsch ‚Reiher‘. Der Artname pileatus hat seinen Ursprung in lateinisch pileatus, pileus ‚-mützig, Filzkappe‘. Alfred Laubmann hatte für sein Werk Die Vögel von Paraguay drei Bälge, gesammelt durch Michael Mathias Kiefer (1902–1980) und Hans Krieg (1888–1970) im Gran Chaco und im Bergland des Río Apa, zur Verfügung. In Riacho Verde, erwähnt durch John Graham Kerr, sah er eine unsichere Beobachtung für Paraguay. Die Expeditionsteilnehmer der  „Gran-Chaco-Expedition“ beobachteten weiterte Kappenreiher am Río Apa. Als Brutgebiete für Paraguay konnte er jedoch keine Indizien finden.